# 愛沙尼亞伊斯蘭教
愛沙尼亞的穆斯林在2000年的人口普查是1387。但非官方數字認為是10000甚至是20000人。

## 歷史
愛沙尼亞穆斯林主要是遜尼派伏尔加鞑靼人與什葉派阿塞拜疆人在1721時來到愛沙尼亞。絕大多數在蘇聯40年代時來到，自1860年以來，韃靼社區開始活動，中心城市在納爾瓦。第一個穆斯林组織註冊成立在1928年，第二個在在1939年。接受捐贈資金的資金在納爾瓦建造一所房子轉換成一個清真寺。在1940年，蘇聯當局禁止這兩種教會，在第二次世界大戰清真寺被摧毀（1944年）。
現在爱沙尼亞首都塔林没真正清真寺，信徒多在公寓中禮拜。

## 愛沙尼亞各族穆斯林
- 保加爾韃靼人（2,363）
- 阿塞拜疆人（818）
- 烏茲別克人（394）
- 哈薩克人（233）
- 土耳其人（43）
- 格魯吉亞人（25）
- 其他（129）